# Bandera de Carolina del Sur
La bandera de Carolina del Sur es un símbolo oficial del estado estadounidense de Carolina del Sur. Se cree que originalmente que la bandera actual fue diseñada en 1775, para su uso por las tropas de este estado durante la guerra de Independencia de los Estados Unidos.
El azul de la bandera fue tomado de los uniformes de la milicia y la media luna del emblema de sus gorras. Sin embargo, los elementos que componen el actual pabellón se observaron en una fecha tan lejana como 1765, en una bandera utilizada por manifestantes de Carolina del Sur contra la ley del sello.
La bandera del estado de Carolina del Sur es considerada por los expertos en banderas como una de las principales banderas estatales de los Estados Unidos. También se clasificó como la 10.ª mejor de diseño estatal o provincial en América del Norte por la Asociación Vexilológica Norteamericana en 2001.

## Historia

### Bandera de Moultrie

La bandera de Moultrie (también conocida como la "bandera de la libertad")

En 1775, el Consejo Revolucionario de Seguridad le pidió al coronel William Moultrie que diseñara una bandera para que las tropas de Carolina del Sur la usaran durante la guerra de Independencia de los Estados Unidos. El diseño de Moultrie tenía el azul de los uniformes de la milicia y una medialuna tomada de la insignia de la gorra. Se izó por primera vez en Fort Johnson.
Esta bandera fue famosa por haber sido izada en defensa de una nueva fortaleza en Sullivan's Island, cuando Moultrie se enfrentó a una flota británica. En la batalla de 16 horas del 28 de junio de 1776, la bandera fue derribada, pero el sargento William Jasper corrió al campo abierto, la izó y reunió a las tropas hasta que pudieron montarla de nuevo. Este gesto fue considerado tan heroico, que salvó a Charleston de la conquista durante cuatro años, que la bandera llegó a ser el símbolo de la revolución y la libertad en el estado y la nueva nación.[cita requerida]
Pronto se la conoció popularmente como la bandera de la libertad o la bandera de Moultrie, se convirtió en el estandarte de la milicia de Carolina del Sur y fue presentada en Charleston por el mayor general Nathanael Greene cuando la ciudad fue liberada al final de la guerra. Greene la describió como la primera bandera estadounidense que ondeó sobre el Sur.

### Guerra de Secesión

Primer borrador oficial de una bandera estatal
Bandera por 2 días
Bandera de Carolina del Sur (1861)

El palmito se añadió en 1861, también en referencia a la defensa de la isla Sullivan por parte de Moultrie; la fortaleza que había construido había sobrevivido en gran medida porque los palmitos, colocados sobre muros de arena, podían resistir los cañones británicos.
Tras su declaración de secesión de la Unión, el nuevo estado independiente de Carolina del Sur consideró muchos diseños para su "bandera nacional", y el primer borrador oficial de bandera se finalizó el 21 de enero, que consistía en una bandera blanca con una palmeta verde y un cantón azul con una creciente blanca. Después de una semana de debate, se decidieron por una bandera estatal no oficial existente con una media luna hacia arriba sobre un campo azul, modificándola añadiéndole una palma enana americana en el centro del campo. El 26 de enero de 1861, la Asamblea General de Carolina del Sur adoptó una nueva bandera con una palma enana dorada rodeada de un fondo blanco. Esta bandera se conoce como la "bandera de los dos días" porque la palma enana dorada cambió a su diseño actual después de dos días, el 28 de enero, por una simple palma enana blanca sobre un fondo azul.
La bandera de palmito se convirtió rápidamente en un símbolo del movimiento secesionista. Durante el invierno de la secesión, fue desplegada en varios lugares del país, incluso en lugares tan lejanos como Nebraska City, por grupos de partidarios del sur. Menos de tres meses después de su adopción, una variación de la bandera de palmito fue desplegada sobre Fort Sumter el 14 de abril de 1861, el día en que fue ocupada por el Ejército Confederado, convirtiéndose en la primera de las banderas confederadas en reemplazar a la Stars and Stripes de los Estados Unidos de América, de la que la Confederación se había separado. La bandera consistía en un palmito sobre un fondo completamente blanco con una estrella roja en el cuadrante superior izquierdo y es comúnmente conocida como "La bandera de la Guardia del palmito".

La bandera de la soberanía nunca fue reconocida como bandera oficial en Carolina del Sur, pero también hay afirmaciones de que se izó durante un breve período de tiempo en Carolina del Sur después de su secesión el 20 de diciembre de 1860. Otra bandera importante es la "bandera de la secesión de Carolina del Sur"; el día después de la secesión de Carolina del Sur, una bandera roja con dos colas, una gran estrella blanca y una media luna apuntando hacia abajo en la parte superior, junto al asta de la bandera, se izó sobre la Aduana de Charleston. Luego se extendió a otras ciudades como símbolo de la secesión. Al comienzo de la guerra de Secesión, los cadetes de The Citadel ondearon una bandera similar en la isla de Morris mientras disparaban contra los barcos de suministro de los Estados Unidos.

Bandera de soberanía/secesión
Bandera de la secesión de Carolina del Sur
Pabellón naval de Carolina del Sur durante la Guerra de Independencia y Secesión.
La bandera que ondearon los cadetes de The Citadel sobre la isla Morris, Carolina del Sur, durante la guerra de Secesión

## Banderas históricas

Bandera de palmito más antigua de Carolina del Sur (1830-1860)
Bandera de Carolina del Sur (1861-1910)
Bandera de Carolina del Sur (1910-1940)